# Мачакос (округ)
Мачакос — административный округ в бывшей Восточной провинции Кении. Его столица и крупнейший городской район — Мачакос. Население округа — 1 421 932 человек, площадь округа 6 043 км². Местный климат полузасушливый, местность холмистая. Высота над уровнем моря от 1000 до 2100 метров. Население округа в основном занимается натуральным сельским хозяйством, в основном выращиваются кукуруза и засухоустойчивые культуры, такие как сорго и просо, что обусловлено полузасушливым климатом. Также выращиваются фрукты, овощи и другие продукты питания, такие как кукуруза и бобы.